# Dorcadion caspiense
Dorcadion caspiense är en skalbaggsart som beskrevs av Stefan von Breuning 1956. Dorcadion caspiense ingår i släktet Dorcadion och familjen långhorningar. Inga underarter finns listade i Catalogue of Life.